# M83 (banda)
M83 es una banda francesa de música electrónica formada en Antibes en 1999. Originalmente, el grupo estaba compuesto por el dúo de multiinstrumentistas Nicolas Fromageau y Anthony Gonzalez. Sin embargo, Fromageau dejó el proyecto poco después de la gira de su segundo álbum Dead Cities, Red Seas & Lost Ghosts. Desde entonces, Gonzalez ha permanecido como el único miembro original y constante, desempeñándose como principal compositor y vocalista del grupo. 
La banda ha lanzado nueve álbumes de estudio, entre los que destaca Hurry Up, We're Dreaming, nominado a los premios Grammy. Además, han creado dos bandas sonoras. Aunque Gonzalez suele grabar solo, ha trabajado con numerosos músicos invitados. M83 está bajo el sello de Mute Records y alcanzó un éxito significativo en 2011 con «Midnight City», el sencillo principal de Hurry Up, We're Dreaming. Su estilo musical ha sido descrito como una mezcla de dream pop, new wave, shoegaze y ambient.

## Primeros años
Anthony Gerard Gonzalez (nacido el 13 de marzo de 1980) creció en Antibes, Francia, junto a su hermano Yann. Su familia tenía un gran interés por el fútbol, y Gonzalez realizó pruebas con el AS Cannes, mientras que su abuelo materno es el internacional francés Laurent Robuschi. A los 14 años sufrió una lesión y, en lugar de continuar con el fútbol, se enfocó en la música cuando sus padres le compraron una guitarra. En la escuela secundaria desarrolló su interés por la música y la cultura estadounidense. Junto a Nicolas Fromageau, formó un grupo de post-rock llamado My Violent Wish.

## Carrera

La galaxia M83, que da nombre a la banda.

### 2001–2005: Primeras grabaciones
A los 17 años, Gonzalez compró un sintetizador para grabar una maqueta, que envió a varias discográficas francesas. Cuando el sello parisino Gooom Records mostró interés, reclutó a Nicolas Fromageau para que lo ayudara, ya que no sentía que pudiera llevar el proyecto solo. Decidieron llamar a la banda M83, en honor a la galaxia con el mismo nombre.
En la abril de 2001, mientras Gonzalez aún estaba en la universidad, M83 lanzó su álbum debut homónimo, grabado en una grabadora de 8 pistas. No atrajo mucha atención fuera de Europa hasta septiembre de 2005, cuando Mute Records lo reeditó a nivel mundial. El segundo álbum de M83, Dead Cities, Red Seas & Lost Ghosts, salió en la abril de 2003 (julio de 2004 en América del Norte) y recibió elogios generalizados de la crítica. Después de una gira mundial para promocionar Dead Cities, Fromageau dejó la banda; más tarde, en 2009, formó una nueva llamada Team Ghost.
Gonzalez volvió al estudio para grabar el tercer álbum de estudio del grupo, Before the Dawn Heals Us, que salió en enero de 2005. En 2016, la canción «Lower Your Eyelids to Die with the Sun» se utilizó en el tráiler de la película A Monster Calls, protagonizada por Felicity Jones y Sigourney Weaver. Más tarde en 2005, M83 hizo un remix de «The Pioneers» de Bloc Party, que también se incluyó en el álbum de remezclas Silent Alarm Remixed de dicho grupo. Además, M83 realizó remixes de «Protège-Moi» de Placebo, «Black Cherry» de Goldfrapp, «Suffer Well» de Depeche Mode, «Kelly» de Van She y «Vila Attack» de The Bumblebeez. De forma similar, las canciones de M83 han sido remezcladas por compañeros del sello Gooom, como Montag y Cyann & Ben.

### 2006–2009:Digital Shades Vol. 1ySaturdays = Youth

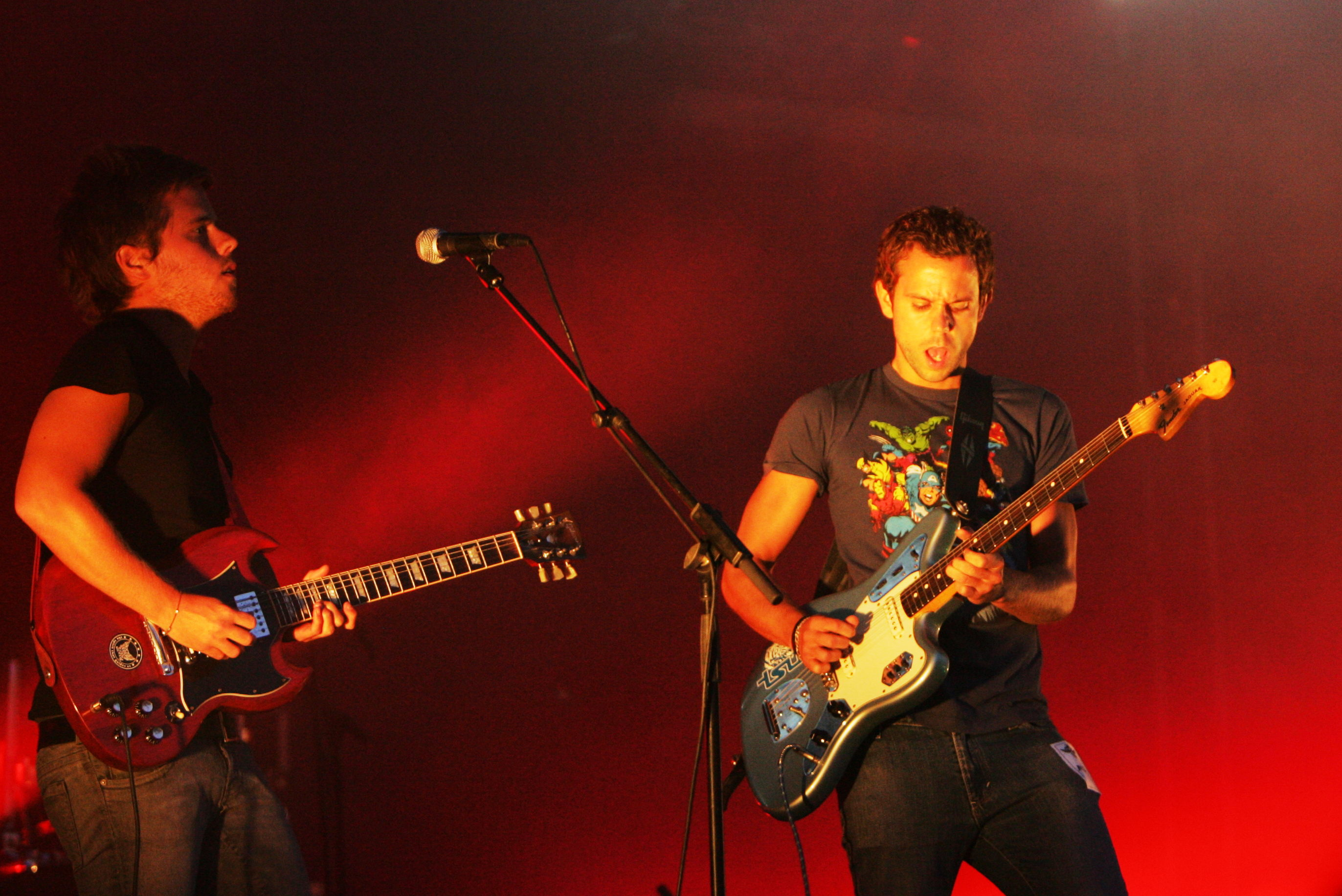
Maulini y González de M83 actuando en el festival Pully For Noise en 2008

En 2006, tras la gira estadounidense de Before the Dawn Heals Us, Anthony Gonzalez siguió explorando una dirección musical que ya había mostrado en temas anteriores de M83 y comenzó a escribir y grabar una colección de obras ambient. El álbum se grabó principalmente en su estudio casero con la ayuda de Antoine Gaillet. Este proyecto, titulado Digital Shades Vol. 1, se lanzó en septiembre de 2007 y la portada la ilustró Laurent Fetis, conocido por su trabajo con DJ Hell, Beck y Tahiti 80. El álbum está pensado como parte de una serie continua de obras ambient.
En abril de 2008, M83 lanzó su quinto álbum de estudio, Saturdays = Youth. Se grabó junto a Ken Thomas (conocido por trabajar con Sigur Rós, The Sugarcubes, Boys in a Band, Cocteau Twins y Suede), Ewan Pearson (productor de Tracey Thorn, The Rapture y Ladytron) y Morgan Kibby (de The Romanovs). Este álbum presenta un enfoque más estructurado en las canciones y, según Gonzalez, su principal influencia proviene de la música de los años 80. «Creo que la música de los 80 es un periodo brillante en la historia de la música. Quise rendirle tributo a esa música, pero también a mis años de adolescencia, porque el tema principal del álbum es precisamente ser adolescente, y eso significa mucho para mí».Cuatro sencillos se desprendieron del álbum: «Couleurs» en febrero de 2008, «Graveyard Girl» en abril, «Kim & Jessie» en julio y «We Own the Sky» en diciembre. Esta última también se utilizó por Redbull y el snowboarder Travis Rice como tema de apertura en la película de snowboard That's It That's All de 2008. En ese mismo año, M83 apareció en un sencillo compartido de edición limitada con Maps, donde M83 remezcló la canción «To the Sky» de Maps, mientras que Maps remezcló «We Own the Sky» de M83.
En diciembre de 2008, M83 fue el acto de apertura para Kings of Leon en su gira por el Reino Unido. En enero y febrero de 2009, acompañaron a The Killers en sus fechas de gira por Estados Unidos, y luego se unieron a Depeche Mode en su Tour of the Universe en Italia, Alemania y Francia. En julio, M83 se presentó en el Fuji Rock Festival en Japón. Ese mismo mes, se presentaron en el Wexner Center en Columbus, Ohio, donde ocurrió un incidente en el que Gonzalez, sin provocación, agredió físicamente a un guardia de seguridad cuando intentó que el público subiera a una plataforma del escenario no reforzada. La banda posteriormente pidió disculpas a sus fans por lo ocurrido. En 2010, poco antes de cumplir 30 años, Gonzalez se mudó a Los Ángeles.

### 2010–2015:Hurry Up, We're Dreaming,Obliviony éxito comercial
En marzo de 2010, M83 compuso la banda sonora de la película Black Heaven del director francés Gilles Marchand. El 5 de julio de 2010, se lanzó la banda sonora, que incluía dos nuevas canciones de M83 tituladas «Black Hole» y «Marion's Theme», junto con cinco temas de su catálogo anterior. También incluía canciones del compositor Emmanuel D'Orlando, Moon Dailly y John & Jehn. Sin embargo, Gonzalez se sintió insatisfecho con el resultado, lo que lo dejó deprimido.
En 2011, Gonzalez comenzó a trabajar en una nueva serie de canciones para un álbum que saldría más tarde ese año. Describió los temas como más oscuros y «muy, muy, muy épicos ». En una entrevista con Spin, comentó: «Es un álbum doble. Trata principalmente sobre los sueños, cómo cada uno es diferente y cómo soñamos de manera distinta cuando somos niños, adolescentes o adultos. Estoy muy orgulloso de este disco. Si vas a hacer un álbum muy largo, todas las canciones tienen que ser diferentes y creo que lo logré con este». Para el álbum, volvió a trabajar con Morgan Kibby, además de colaborar con Brad Laner (de la banda Medicine), el bajista de Nine Inch Nails Justin Meldal-Johnsen y Zola Jesus.
Hurry Up, We're Dreaming es el primer álbum doble de Gonzalez, algo que había soñado hacer desde que escuchó Mellon Collie and the Infinite Sadness de The Smashing Pumpkins. «Quería hacer un álbum muy ecléctico, pero también algo que no fuera demasiado largo. Hacer un álbum doble fue un sueño para mí durante mucho, mucho tiempo, y sentí que ya estaba listo para dar ese paso», explica. Hablando sobre el sonido y el proceso de creación de este álbum, Gonzalez comenta que fue «escrito como una banda sonora para una película imaginaria, con diferentes atmósferas, diferentes ambientes».
El 19 de julio de 2011, lanzaron el sencillo «Midnight City» que marcó su gran éxito. Fue el primer sencillo de Hurry Up, We're Dreaming y se publicó para streaming y descarga gratuita en el sitio web oficial de la banda. A partir de octubre, hicieron una gira por Norteamérica y Europa para promocionar el álbum, con Active Child como banda de apoyo en la etapa estadounidense. El álbum ocupó el tercer lugar en la lista de los Top 50 Albums of 2011 de Pitchfork; el sencillo «Midnight City» se clasificó en el primer lugar en la lista de los Top 100 Tracks de ese mismo año. El 26 de enero de 2012, M83 alcanzó el puesto número 5 en el Triple J Hottest 100 con el sencillo «Midnight City». La canción ganó más notoriedad en 2013 cuando se utilizó como banda sonora en el anuncio de televisión del perfume Gucci Premier, protagonizado por Blake Lively. También apareció en la película de 2013 Warm Bodies.
El 28 de junio de 2012, anunciaron que M83 compondría la banda sonora de la película Oblivion (2013), dirigida por Joseph Kosinski y protagonizada por Tom Cruise. Gonzalez coescribió la partitura junto a Joseph Trapanese. El álbum de la banda sonora se lanzó el 9 de abril de 2013 por Back Lot Music, e incluyó la voz de Susanne Sundfør. El 26 de febrero de 2014, una nueva canción titulada «I Need You» se incluyó en la banda sonora de la película Divergente. La canción «Wait» también apareció en la película The Fault in Our Stars en 2014. Además, se usó en los episodios «Perception» de Revenge en 2012 y en «The Backup Dan» de Gossip Girl, «Imperfect Circles» de Under the Dome en 2013 y «The World Has Turned and Left Me Here» de The Vampire Diaries en 2014. Más recientemente, «Wait» formó parte del documental The Day We Walked On The Moon, que conmemoraba el 50 aniversario del primer alunizaje y se transmitió en el Reino Unido por ITV en julio de 2019. Ese mismo año, la canción también apareció en la película Five Feet Apart. Además, dos temas de Hurry Up, We're Dreaming, «Another Wave from You» y «Outro», se incluyeron en la nueva versión de 2014 de la película The Gambler. Entre 2015 y 2016, el drama franco-canadiense Versailles usó «Outro» como tema principal, también apareció en el famoso documental de snowboard The Art of Flight, en los tráilers de revelación de los videojuegos Paragon y Kerbal Space Program 2, en un comercial de Mazda titulado «Feel Alive» en 2018, y como la canción final en los episodios finales de las series de televisión Mr. Robot y Enlisted. «Moonchild» también se utilizó en el desafío de Top Gear con el McLaren Mercedes SLR en Oslo. La película ítalo-francesa Suburra de 2015 cuenta con música de M83 de forma destacada.
En agosto de 2014, los tres primeros álbumes de la banda fueron reeditados por Mute Records con material adicional disponible por separado para descarga. Gonzalez justificó las reediciones al señalar que las copias físicas de los álbumes eran difíciles de encontrar y se vendían por «cantidades ridículas de dinero». El 2 de marzo de 2015, M83, junto con el grupo indie pop Haim, lanzó la canción «Holes in the Sky» para la banda sonora de The Divergent Series: Insurgent. También participó en el álbum Electronica 1: The Time Machine de Jean-Michel Jarre.
En 2024, «Midnight City» resurge como un momento clave en la banda sonora del episodio final de la cuarta temporada de For All Mankind, titulado "Perestroika". La canción cierra de manera magistral la narrativa del episodio, emitido el 12 de enero de 2024 en Apple TV+. Su inclusión potencia la reflexión final de la protagonista sobre la importancia de los sentimientos para comprender verdaderamente el mundo. La profundidad emocional del tema refuerza y complementa a la perfección el mensaje central de la serie, que explora la resiliencia y la humanidad frente a la incertidumbre y los desafíos.
Tras la reflexión narrativa, suenan las inconfundibles notas con las que arranca «Midnight City». El tema se entrelaza con las imágenes finales mientras la cámara se aleja de un primer plano hacia una vista general del planeta rojo y las incipientes colonias humanas, intensificando la conexión emocional y dejando una impresión duradera en los espectadores de grandeza y esperanza.

### 2016–presente:Junk,Volta,DSVIIyFantasy
El 1 de marzo de 2016, anunciaron el séptimo álbum de estudio de M83, Junk, junto con su sencillo principal, «Do It, Try It». El álbum se lanzó el 8 de abril de 2016. Después de esto, la banda se embarcó en una gira por Norteamérica y Europa durante la primera mitad de ese año. El 5 de diciembre de 2016, anunciaron que Anthony Gonzalez de M83 sería el compositor y director musical del espectáculo itinerante Volta del Cirque du Soleil.
En julio de 2019, Gonzalez anunció el octavo álbum de estudio de M83, DSVII (que significa Digital Shades, Vol. II). El álbum se lanzó el 20 de septiembre de 2019. En diciembre de 2021, Gonzalez anunció una reedición de Hurry Up We're Dreaming para celebrar su décimo aniversario. El 10 de enero de 2023, M83 lanzó el sencillo «Oceans Niagara» y el 17 de marzo de 2023, lanzaron su noveno álbum de estudio, Fantasy. A esto le siguió una gira por Norteamérica para promocionar el álbum.

## Estilo
La estética de la banda se caracteriza por capas densas de guitarras y sintetizadores, un uso extensivo de efectos de reverb y letras que a menudo se cantan suavemente en un estilo dream pop. Gonzalez se ha inspirado en aspectos culturales y musicales de los años 80, y sus canciones han sido descritas como «sueños adolescentes con guion adulto». Sus influencias musicales incluyen bandas como My Bloody Valentine, Smashing Pumpkins, Depeche Mode, Jean-Michel Jarre y Tangerine Dream.

## Discografía

### Álbumes
En estudio
- M83 (2001)
- Dead Cities, Red Seas & Lost Ghosts (2003)
- Before the Dawn Heals Us (2005)
- Digital Shades Vol.1 (2007)
- Saturdays = Youth (2008)
- Hurry Up, We're Dreaming (2011)
- Junk (2016)
- DSVll (2019)
- Fantasy (2023)

Bandas sonoras
- Oblivion (2013)
- You and the Night (2013)
- VOLTA cirque du soleil (2017)
- Knife+Heart (2019)
- A Necessary Escape (Dakar Chronicles Original Soundtrack) (2025)

### Sencillos
- "Slowly / Sitting" (2002)
- "Run Into Flowers" (2003)
- "0078h" (2003)
- "America" (2004)
- "A Guitar and a Heart / Safe" (2004)
- "Don't Save Us From the Flames" (2005)
- "Teen Angst" (2005)
- "Couleurs" (2008)
- "Graveyard Girl" (2008)
- "Kim & Jessie" (2008)
- "We Own the Sky" (2008)
- "Black Hole" (2010)
- "Midnight City" (2011)
- "Ok Pal" (2011)
- "Steve McQueen" (2011)
- "Reunion" (2012)
- "Wait" (2012)
- "Oblivion" (2013)
- "I Need You" (2014)
- "Glory" (Colaboración con Jean-Michel Jarre) (2015)
- "Do It, Try It" (2016)
- "Solitude" (2016)
- "Go!" (2016)
- "Temple of Sorrow" (2019)
- "Lune de Fiel" (2019)
- "Oceans Niagara" (2023)
- "Mirror" (2023)
- "Fantasy" (2024)
- "Earth To Sea" (2024)
- "A Necessary Escape (Part 2)" (2025)

### Remezclas
- 2000: Steve & Rob – "Wallis & Futuna"
- 2003: Kids Indestructible – "Trans-Pennine Express"
- 2004: Goldfrapp – "Black Cherry"
- 2004: Abstrackt Keal Agram – "Jason Lytle"
- 2004: Placebo – "Protège Moi"
- 2004: Bumblebeez 81 – "Vila Attack"
- 2005: Bloc Party – "Pioneers"
- 2006: Telex – "How Do You Dance"
- 2006: Depeche Mode – "Suffer Well"
- 2007: Fortune – "Mission"
- 2008: Midnight Juggernauts – "Shadows"
- 2008: Maps – "To the Sky"
- 2008: Van She – "Kelly"
- 2008: Fires of Rome – "Set in Stone"
- 2009: White Lies – "Nothing to Give"
- 2010: Deftones – "Rocket Skates"
- 2011: Daft Punk – "Fall" (M83 Vs Big Black Delta Remix)
- 2013: Kygo – "Wait"

### Apariciones en bandas sonoras
- 2012: Lower Your Eyelids to Die with the Sun; Now is Good
- 2013: Oblivion (Con Susanne Sundfør) Oblivion (película)
- 2014: I Need you de Divergente
- 2013: The Pioneers (M83 Remix) - Bloc Party  Kill Your Darlings
- 2014: Wait; Gossip Girl The Vampire diaries Bajo la misma estrella, Perfect sisters, Under the Dome (temporada 1, capítulo 7) Revenge.
- 2014: Outro; The Gambler y Versalles
- 2015: Holes in the Sky de Insurgente
- 2015: My Tears Are Becoming a Sea (Solace / película 2015)
- 2016: Suburra
- 2016: Too Late; The Originals
- 2017: Intro Mr. Robot
- 2018: Midnight City (Comercial Tigo Go)[61]
- 2019: Outro Mr. Robot (Final Season)
- 2020: Outro; Ragnarok
- 2020: The Pioneers (M83 Remix) - Bloc Party Dark (serie de televisión) - 3x06: Light and Darkness, 3x08: Paradise
- 2024: Midnight City - For All Mankind - 4x10 - Perestroika (Final Sequence, Final Chapter of Season 4)